# Pruk Panich
Pruk Panich (พฤกษ์ พานิช, nascido em 10 de setembro de 1992), apelidado de Zee (ซี), é um ator tailandês.

## Juventude e educação
Panich cresceu em Chiang Rai e tem duas irmãs mais velhas. Formou-se em Publicidade pela Faculdade de Artes da Comunicação da Universidade de Banguecoque.

## Carreira
Panich entrou na indústria do entretenimento como um dos apresentadores do programa de viagens DoMunDi no YouTube. Mais tarde, em dezembro de 2018, estrelou o filme Sugar Café. Em 2019 ele foi escalado para o papel principal de Fighter na série de TV Why RU?, que foi ao ar no ano seguinte. Graças a Why RU?, ele alcançou a fama, ganhando o prêmio de Ator em Ascensão do Ano no Kazz Awards em 2021.
Em 2022, ele se juntou a Chawarin Perdpiriyawong (NuNew) em Cutie Pie, interpretando o empresário Lian Kilen Wang: o sucesso da série de romance BL o levou ao estrelato da noite para o dia, tanto na Tailândia quanto no exterior, e a Howe Magazine incluída ele na lista das 50 pessoas mais influentes do ano. Entre 2022 e 2023, Panich foi indicado a vários prêmios por sua atuação em Cutie Pie, e ganhou Ator Y do Ano no Feed Y Capital Awards, Melhor Ator do Ano no Kazz Awards,  Ator do Ano no Sudsapda Y Awards, Ator Favorito da Juventude no Thailand Master Youth, e Melhor Ator Principal no YUniverse Awards. Ele reprisou seu papel em 2023 tanto na sequência Cutie Pie 2 You quanto no spin-off Naughty Babe. Nesse ínterim, Panich estrelou o filme After Sundown, e as séries de TV One Night Stand e Spice and Spell.
Em 1 de setembro de 2022, lançou a marca ZeeFruit, e em 8 de agosto de 2023, sua primeira marca de roupas, SuperSun.

## Filmografia

### Cinema
| Ano  | Título        | Personagem                          | Notas            |
| ---- | ------------- | ----------------------------------- | ---------------- |
| 2018 | Sugar Café    | Popeye                              | Papel recorrente |
| 2023 | After Sundown | "Phloeng" Phraphloeng Sitthikornkan |                  |

### Séries de televisão
| Ano       | Título                                   | Personagem      | Notas         |
| --------- | ---------------------------------------- | --------------- | ------------- |
| 2018      | Friend Zone                              | Capitão         | Episódios 6-7 |
| 2020      | Why R U?                                 | Fighter         |               |
| 2020–2021 | You Never Eat Alone                      | Mix             |               |
| 2021      | My Mischievous Fiancée                   | Atsawin "Win"   |               |
| 2022      | Cheating Spouse                          | Jaegun          |               |
| 2022      | Cutie Pie                                | Lian Kilen Wang |               |
| 2022      | Remember 15                              | Bew             |               |
| 2022      | Club Friday the Series 13: Love & Belief | Leng            |               |
| 2023      | Cutie Pie 2 You                          | Lian Kilen Wang |               |
| 2023      | One Night Stand                          | Toy             |               |
| 2023      | Naughty Babe                             | Lian Kilen Wang |               |
| 2023      | Spice and Spell                          | Thos            |               |

## Discografia

### Singles
| Título                                                                              | Ano                    | Álbum                  |                        |                        |                        |
| Como artista principal                                                              | Como artista principal | Como artista principal | Como artista principal | Como artista principal | Como artista principal |
| ----------------------------------------------------------------------------------- | ---------------------- | ---------------------- | ---------------------- | ---------------------- | ---------------------- |
| "Nobody" (คนหนึ่งคน)                                                                  | 2022                   | Single sem álbum       |                        |                        |                        |
| Colaborações                                                                        |                        |                        |                        |                        |                        |
| "Blank" (เว้นเอาไว้) (com Pete Pol)                                                   | 2021                   | Singles sem álbum      |                        |                        |                        |
| "Anytime, Anywhere" (ทุกที่ทุกเวลา) (com Tommy Sittichok e Nat Natasit)                 | 2021                   | Singles sem álbum      |                        |                        |                        |
| "Tidtidid" (ติดเธอ) (com NuNew)                                                      | 2023                   | Singles sem álbum      |                        |                        |                        |
| Aparições na trilha sonora                                                          |                        |                        |                        |                        |                        |
| "Chocolate" (com Kacha Nontanun, Tommy Sittichok, Talay, Marksiwat e Boun Noppanut) | 2022                   | Be My Boyfriends 2 OST |                        |                        |                        |
| "Always You" (ไม่เคยไม่รัก)                                                            | 2022                   | Cutie Pie OST          |                        |                        |                        |
| "Love" (ใจรัก)                                                                       | 2022                   | Cutie Pie OST          |                        |                        |                        |
| "Overtime" (com Kacha Nontanun e Tommy Sittichok)                                   | 2022                   | Be My Boyfriends 2 OST |                        |                        |                        |
| "IWBYBF" (com Kacha Nontanun, Tommy Sittichok, Talay, Marksiwat e Boun Noppanut)    | 2022                   | Be My Boyfriends 2 OST |                        |                        |                        |
| "Baby Boo" (ที่รักที่รัก) (com NuNew)                                                     | 2022                   | Cutie Pie OST          |                        |                        |                        |
| "Love is Love" (รักก็รักดิ) (com NuNew)                                                 | 2023                   | Cutie Pie 2 You OST    |                        |                        |                        |
| "It's You" (คือเธอ) (com NuNew)                                                      | 2023                   | Cutie Pie 2 You OST    |                        |                        |                        |
| "Destiny" (แสงรวี) (com NuNew)                                                       | 2023                   | After Sundown OST      |                        |                        |                        |
| "This One is So Lovely" (คนนี้น่ารักจัง)                                                 | 2023                   | Spice and Spell OST    |                        |                        |                        |

## Prêmios e indicações
| Associações                      | Ano  | Categoria                                                                   | Nomeações     | Resultado |
| -------------------------------- | ---- | --------------------------------------------------------------------------- | ------------- | --------- |
| Feed Y Capital Awards            | 2022 | Prêmio Y de Ator do Ano                                                     | Pruk Panich   | Venceu    |
| Feed Y Capital Awards            | 2023 | Prêmio de Melhor Casal (com Chawarin Perdpiriyawong)                        | Cutie Pie     | Indicados |
| Heavenly Awards                  | 2022 | Prêmio de Melhor Casal (com Chawarin Perdpiriyawong)                        | Cutie Pie     | Venceram  |
| Howe Awards                      | 2022 | Prêmio de Melhor Casal (com Chawarin Perdpiriyawong)                        | Cutie Pie     | Venceram  |
| Howe Awards                      | 2023 | Prêmio de Melhor Casal (com Chawarin Perdpiriyawong)                        | Cutie Pie     | Indicados |
| Kazz Awards                      | 2021 | Ator em Ascensão do Ano                                                     | Pruk Panich   | Venceu    |
| Kazz Awards                      | 2022 | Melhor Jovem do Ano                                                         | Pruk Panich   | Venceu    |
| Kazz Awards                      | 2022 | Artista Mais Quente (com Chawarin Perdpiriyawong)                           | Cutie Pie     | Venceram  |
| Kazz Awards                      | 2023 | Casal do Ano                                                                | Cutie Pie     | Indicados |
| Kazz Awards                      | 2023 | Melhor Jovem do Ano                                                         | Pruk Panich   | Venceu    |
| Kazz Awards                      | 2023 | O Melhor Ator do Ano                                                        | Pruk Panich   | Venceu    |
| Kom Chad Luek Awards             | 2023 | O Casal Y Mais Popular (com Chawarin Perdpiriyawong)                        | Cutie Pie     | Venceram  |
| Line TV Awards                   | 2021 | Melhor Casal (com Suppapong Udomkaewkanjana)                                | Why R U?      | Indicados |
| Manimekhala Awards               | 2022 | Prêmio Casal Y de Destaque (com Chawarin Perdpiriyawong)                    | Cutie Pie     | Venceram  |
| Maya TV Awards                   | 2020 | Casal Imaginário de Celebridades Mais Amado (com Suppapong Udomkaewkanjana) | Why R U?      | Indicados |
| Maya TV Awards                   | 2023 | Prêmio Jovem Mais Atraente do Ano                                           | Pruk Panich   | Venceu    |
| Maya TV Awards                   | 2023 | Prêmio de Melhor Casal do Ano (com Chawarin Perdpiriyawong)                 | Cutie Pie     | Indicados |
| MChoice Mint Awards              | 2023 | Melhor Capa do Ano (com Chawarin Perdpiriyawong)                            |               | Venceram  |
| Mellow Pop                       | 2022 | Melhores Músicas do Mês (Setembro)                                          | "Baby Boo"    | Venceu    |
| Nine Entertain Awards            | 2023 | Favorito dos Fãs (com Chawarin Perdpiriyawong)                              | Cutie Pie     | Indicados |
| Sanook Top of the Year Awards    | 2022 | Casal Shippado do Ano                                                       | Cutie Pie     | Venceram  |
| Seoul Music Awards               | 2024 | Prêmio de Melhor Artista Tailandês (com Chawarin Perdpiriyawong)            |               | Venceram  |
| Sudsapda Y Awards                | 2022 | A Dupla de Estrelas em Ascensão do Ano (com Chawarin Perdpiriyawong)        | Cutie Pie     | Venceram  |
| Sudsapda Y Awards                | 2022 | Ator do Ano                                                                 | Pruk Panich   | Venceu    |
| Sudsapda Y Awards                | 2022 | Estrela Favorita da Mídia Social                                            | Pruk Panich   | Indicado  |
| Thailand Box Office Movie Awards | 2023 | Ator do Ano                                                                 | After Sundown | Indicado  |
| Thailand Master Youth            | 2023 | Ator Favorito da Juventude                                                  | Pruk Panich   | Venceu    |
| World Y Awards                   | 2020 | Herói Popular                                                               | Pruk Panich   | Indicado  |
| World Y Awards                   | 2020 | Casal Y popular (com Suppapong Udomkaewkanjana)                             | Why R U?      | Indicados |
| YUniverse Awards                 | 2020 | Estrela Mais Quente do Yniverse                                             | Pruk Panich   | Venceu    |
| YUniverse Awards                 | 2020 | Sol do Yniverso                                                             | Pruk Panich   | Indicado  |
| YUniverse Awards                 | 2020 | Beijo Casal do Yniverso (com Suppapong Udomkaewkanjana)                     | Why R U?      | Indicados |
| YUniverse Awards                 | 2022 | Melhor Casal (com Chawarin Perdpiriyawong)                                  | Cutie Pie     | Indicados |
| YUniverse Awards                 | 2022 | Melhor Ator Principal                                                       | Pruk Panich   | Venceu    |
| YUniverse Awards                 | 2022 | Estrela Sexy de Y                                                           | Pruk Panich   | Venceu    |
| YUniverse Awards                 | 2022 | Melhor Casal (com Chawarin Perdpiriyawong)                                  | Cutie Pie     | Indicados |
| YUniverse Awards                 | 2023 | Estrela Icônica Y                                                           | Pruk Panich   | Venceu    |
| YUniverse Awards                 | 2023 | Melhor Parceiro (com Chawarin Perdpiriyawong)                               | Cutie Pie     | Venceram  |
| YUniverse Awards                 | 2023 | Melhor Casal                                                                | Cutie Pie     | Indicados |
| Zoom Dara Awards                 | 2020 | Melhor Casal Shippado (com Suppapong Udomkaewkanjana)                       | Why R U?      | Venceu    |